# توماس بروك سينيور
توماس بروك سينيور (بالإنجليزية: Thomas Brooke, Sr.) هو محامي أمريكي، ولد في 1632، وتوفي في 1676.